# 圣保罗井 (大数)
圣保罗井（土耳其語：Aziz Pavlus Su Kuyusu）是土耳其梅尔辛省大数（塔尔苏斯）的一口古井，据称属于曾居住于此的使徒保罗。圣保罗井与圣保罗堂，被列入联合国教科文组织土耳其世界遗产暂定名单，由市政当局管理。
塔尔苏斯目前是梅尔辛省的一部分，是第一世纪罗马帝国的一个重要的城市。1999年，在一次抢救性挖掘中，发掘出了圣保罗故居的废墟，以及塔尔苏斯旧城区仍能使用的水井。 修复后的老房子和塔尔苏斯古道位于附近。 
这口井主要由矩形切割石头制成，顶部直径为1.15米，深度为38米。